# Glaphyrus cinnaberinus
Glaphyrus cinnaberinus là một loài bọ cánh cứng trong họ Glaphyridae. Loài này được Schweiger miêu tả khoa học năm 1949.